# Helictotrichon yunnanense
Helictotrichon yunnanense är en gräsart som beskrevs av Song Wang och Bi Sin Sun. Helictotrichon yunnanense ingår i släktet Helictotrichon och familjen gräs. Inga underarter finns listade i Catalogue of Life.